# Горбачов Марко Васильович
Марко Васильович Горбачов (нар. 23 березня 1902, село Калін Остров Шелтозерської волості Олонецької губернії, тепер Прионезького району Карелії, Російська Федерація — 16 лютого 1964, місто Петрозаводськ, тепер Російська Федерація) — радянський діяч, голова Центрального виконавчого комітету Карельської АРСР, голова Президії Верховної ради Карельської АРСР, заступник голови Президії Верховної ради Карело-Фінської РСР. Депутат Верховної Ради СРСР 1—2-го скликань (1937—1950).

## Біографія
Народився в селянській родині. З 1914 року працював на лісозаготівлях, був пічником на Олександрівському заводі міста Петрозаводська, різноробочим на Мурманській залізниці.
У 1920—1926 роках — кур'єр-експедитор в редакції газети «Karjalan kommuuni» («Карельська комуна») в Петрозаводську.
У 1926—1929 роках — практикант, завідувач відділу Карельської контори Державного банку СРСР.
Член ВКП(б) з травня 1927 року.
У 1929—1931 роках — керуючий Кемського відділення (контори) Державного банку СРСР.
У 1931—1934 роках — студент Ленінградського фінансово-економічного інституту.
У 1934—1935 роках — заступник керуючого Карельської контори Державного банку СРСР. У 1935—1937 роках — керуючий Кандалакського відділення Карельської контори Державного банку СРСР.
У вересні — листопаді 1937 року — заступник народного комісара фінансів Карельської АРСР.
У жовтні 1937 — липні 1938 року — голова Центрального виконавчого комітету Карельської АРСР.
У липні 1938 — 8 липня 1940 року — голова Президії Верховної ради Карельської АРСР.
У липні 1940 — квітні 1951 року — заступник голови Президії Верховної ради Карело-Фінської РСР.
З квітня 1951 по 1956 рік — міністр юстиції Карело-Фінської РСР. З лютого 1954 року — голова колегії Міністерства юстиції Карело-Фінської РСР.
З серпня 1956 року — заступник міністра охорони здоров'я і соціального забезпечення Карельської АРСР. З грудня 1960 року — заступник міністра соціального забезпечення Карельської АРСР.
З вересня 1961 року — персональний пенсіонер у місті Петрозаводську.

## Нагороди
- орден Трудового Червоного Прапора
- медаль «За доблесну працю у Великій Вітчизняній війні 1941—1945 рр.»
- медалі